# Стенбок, Яков Фёдорович
Яков Фёдорович Стенбок (10 сентября 1744 — 23 сентября 1824) — граф шведского происхождения, русский офицер, бригадный генерал русской армии и землевладелец в Эстонии.

## Биография
Якоб Понтус Стенбок принадлежал к эстонской ветви графства Стенбок и был сыном шведского офицера графа Фредрика Магнуса Стенбока и Эббы Маргареты Де ла Гарди; его дедами были шведский фельдмаршал Магнус Стенбок и Адам Карл Де ла Гарди. Стенбок владел поместьем Эммасте в Хийумаа, замком Унгру и Ниховет в Ляэнемаа, а также был застройщиком дома Стенбока в Ревеле (Таллин), который позже стал официальным зданием эстонского правительства. Ему также принадлежали поместья Гогенхольм и Сууремыйза, которые он был вынужден продать судовладельцу Отто Рейнхольду Людвигу фон Венгер-Штернбергу из-за финансовых трудностей.
Позже Стенбок стал судьей судебного процесса, который в 1802 году привел к ссылке Отто Рейнгольда Людвига фон Унгерн-Штернберга в Тобольск в Сибири.

## Семья
Первая жена (1764, Санкт-Петербург) — графиня Сара Элеонора фон Фермор, дочь генерала Вильгельма фон Фермора. В браке родились следующие дети, достигшие совершеннолетия:
- Катарина Стенбок (род. 1765);
- Якоб Вильгельм Стенбок (1766—1803), русский полковник, землевладелец Виливаллы;
- Магнус Иоганн Стенбок-Фермор (1768—1834), землевладелец Нитауре в Ливонии и Орджаку, Ниховет и Салайыги в Эстонии, русский полковник;
- Сара Доротея Маргарета Стенбок (1771—1854), замужем за генералом Василием Куломзиным;
- Юлиана Шарлотта Элизабет Стенбок (родилась в 1772 году);
- Александр Маттиас Стенбок (родился в 1773 году);
- Барбара Софи Стенбок (родилась в 1774 году).

Во втором браке он женился на Екатерине Алексеевне Дьяковой, дочери генерала, обер-прокурора Сената Алексея Афанасьевича Дьякова (1721 - 1791).